# Blighattes

Les blighattes sont des gâteaux marocains très appréciés pendant le ramadan. Ils sont préparés à base de graines de sésame, frits et trempés dans le miel. Leur forme rappelle celle des babouches, d'où le nom blighattes, qui veut dire « petites babouches » en arabe marocain.